# 2MASS J11263991−5003550
2MASS J11263991−5003550 (2MASS J1126−5003) é uma anã marrom a cerca de 53 anos-luz de distância da Terra. A anã marrom é notável por uma cor azul incomum no infravermelho próximo. Esta anã marrom não mostra características subanãs e a cor azul não pode ser explicada por um binário não resolvido. Em vez disso, a cor azul é explicada por nuvens irregulares. O modelo de nuvem irregular permite nuvens espessas e uma cobertura de nuvens de 50% para explicar os espectros de 2MASS J1126−5003. Existem outras anãs L azuis, mas são bastante raras.